# 衡阳南站
衡阳南站原名东阳渡站，是京广线车站，位于湖南省衡阳市珠晖区东阳渡街道，目前为四等站，邮政编码为421004。目前不办理客运业务，货运办理普通整车货物的发到运输任务，主要到发品为玉米、豆粕、化肥、饲料、长石粉。
东阳渡站始建于1935年4月，当时设有3条股道。1950年代因七二七场的设立车站增加2条股道。1985年本站至司马桥区间建成复线，复线化后设有7条股道:283,4。2019年5月20日，本站更名为衡阳南站，原衡柳线衡阳南站更名为白沙洲站。
东阳渡站复线化后7条股道，包括2条正线、3条到发线和2条货物线，设有通往中广核二七二铀业和红光物流有限公司的专用线。二七二专用线建于1958年，长4.26公里，于厂内设有交接站和调车场:283；红光物流连接规划中的衡阳铁路口岸。